# Ólafur Örn Bjarnason
Ólafur Örn Bjarnason (ur. 15 maja 1975 w Grindavíku) – islandzki piłkarz grający w Fram.

## Kariera klubowa
Piłkarską karierę rozpoczął w klubie z rodzinnego miasta Grindavíkur, w którym spędził 5 lat. Spisywał się tam na tyle dobrze, że mimo iż grał w drugiej lidze, przeszedł do szwedzkiego Malmö FF.
W Malmö nie zdołał wywalczyć miejsca w pierwszym składzie i powrócił do klubu z Grindavíku. Grał tam bardzo skutecznie, będąc powoływany do kadry, mimo że grał w drugiej lidze. Udane sezony w UMF Gridnadíku spowodowały transfer do klubu z norweskiej Tippeligaen, SK Brann. Jest jego podstawowym piłkarzem i regularnie wykonuje rzuty karne. W Brann gra do dziś. W klubie z Bergen ostatnie pół sezonu grał słabo i zasiadł na ławce rezerwowych. Będąc piłkarzem Brann, wygrał mistrzostwo i puchar Norwegii. W Brann zagrał 150 meczów w lidze i pod względem liczby rozegranych spotkań jest 11. w historii klubu. Latem 2010 roku „Olli” zdecydował się przyjąć ofertę UMF Grindavík. Po raz trzeci spróbuje swych sił w tym klubie, jednak tym razem jako grający trener.

## Kariera reprezentacyjna
W reprezentacji Islandii zadebiutował w wyjazdowym, zremisowanym 1:1 meczu z RPA: Ólafur zmienił w 33. minucie meczu Sverrira Sverrissona. Od dwóch lat nie jest powoływany do kadry po kompromitującej porażce 5:0 ze Szwecją.